# Mauchenheim (Bas-Rhin)
 (juillet 2021).
Si vous disposez d'ouvrages ou d'articles de référence ou si vous connaissez des sites web de qualité traitant du thème abordé ici, merci de compléter l'article en donnant les références utiles à sa vérifiabilité et en les liant à la section « Notes et références ».
Pour les articles homonymes, voir Mauchenheim (homonymie).
Mauchenheim était un village d'Alsace, situé entre Marckolsheim et Artzenheim, dans le département actuel du Bas-Rhin.
Mauchenheim est mentionné depuis le VIIIe siècle : Mochenheim en 777 et 1356, Mouchenheim en 953 et 1476, Müchenheim en 1334, Mauch en 1698 et Mauchen au XVIIe siècle. Le village fut vendu en 1325 à l'évêché de Strasbourg par le landgrave de Basse-Alsace Ulrich de Werde. La Ribeaupierre reçut Mauchenheim en fief et le transmit presque aussitôt à la famille noble des Reichenstein, qui sous-louèrent le village à Marckolsheim. 
En 1371 le village existait toujours, en témoigne la somme d'impôts payée par ses habitants. En 1666 il ne restait qu'une seule maison, et en 1680 des ruines étaient toujours visibles. Mauchen figure sur la carte de Cassini. La ville de Marckolsheim tenait la dîme du ban de Mauchenheim en fief. En 1684 puis en 1708 des habitants de villages voisins demandèrent la permission de reconstruire le village au comte de Ribeaupierre, qui refusa. Dès 1760, son ban est integré à celui de Marckolsheim mais la délimitation subsiste. En 1789 avec la disparition du Comté de Ribeaupierre le village fut définitivement intégré à Marckolsheim.
Mauchenheim possédait une église paroissiale dédiée à Saint Grégoire, au moins depuis 953. Depuis 1573 la ville de Marckolsheim en possédait la collature et entretenait l'église. Celle-ci fut profanée puis réconciliée en 1628 lors de la Guerre de Trente Ans. Elle était desservie depuis 1575 par le curé de Marckolsheim qui y célébrait plusieurs messes par an jusqu'en 1830. Un ermite ("Waldbruder") y habitait et sa maison, citée dès 1601, ne fut détruite qu'en 1893. On construit par la suite la maison forestière de Mauchen à son emplacement. La chapelle subsiste encore de nos jours, dont le clocher porte la date de 1246. Lors de la seconde guerre mondiale, des soldats du 42e régiment d'infanterie y coulèrent une dalle en béton avec l'inscription "On ne passe pas - 2/42 RIF - 2.3.40 Kempf"

## La fresque de la chapelle
Elle représente sept scènes :
- La création d'Adam par Dieu ;
- La création d'Ève sortant du flanc d'Adam ;
- La marche vers le Paradis ;
- Le péché originel ;
- L'expulsion du paradis ;
- Adam et Ève condamnés au travail ;
- le meurtre de Caïn.

## Galerie

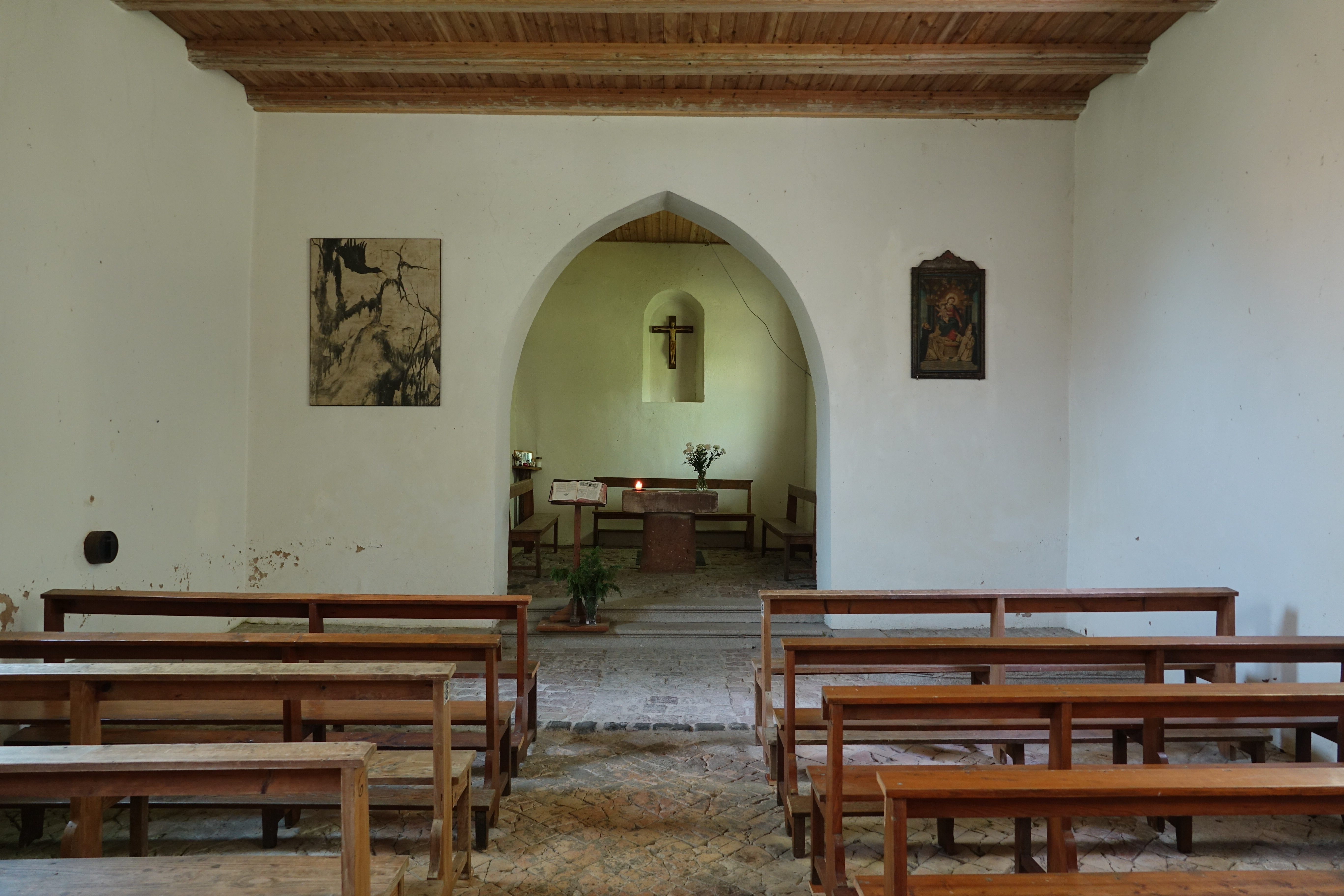
Intérieur de la chapelle.
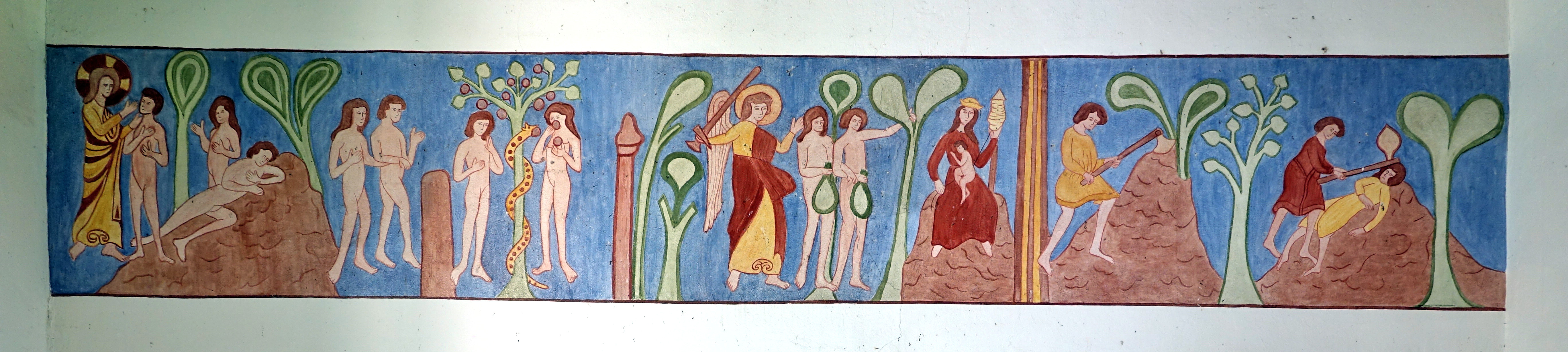
Fresque de la chapelle.

## Sources
- André Humm, Villages et hameaux disparus en Basse-Alsace. Contribution à l'histoire de l'habitat rural (XIIe – XVIIIe siècles)